# This Time (chanson de Monika Linkytė & Vaidas Baumila)
Pour les articles homonymes, voir This Time.
Chansons représentant la Lituanie au Concours Eurovision de la chanson
Attention
(2014) I've Been Waiting for This Night
(2016)
This Time (en français « Cette fois ») est la chanson de Monika Linkytė et Vaidas Baumila qui représente la Lituanie au Concours Eurovision de la chanson 2015 à Vienne, en Autriche.
Le 21 mai 2015, lors de la 2de demi-finale, elle termine à la 7e place avec 67 points et est qualifiée pour la finale le 23 mai 2015, au cours de laquelle elle termine à la 18e place avec 30 points.